# Dipartimenti di Haiti

Dipartimenti di Haiti

I dipartimenti di Haiti (in francese: départements) costituiscono la suddivisione territoriale di primo livello del Paese e sono pari a 10. Ciascuno di essi si suddivide a sua volta in arrondissement, complessivamente pari ad 81.

## Lista
| Localizzazione | Dipartimento | Capoluogo      | Popolazione (2003) | Superficie (km²) |
| -------------- | ------------ | -------------- | ------------------ | ---------------- |
|                | Artibonite   | Les Gonaïves   | 1 070 397          | 4 887            |
|                | Centro       | Hinche         | 565 043            | 3 487            |
|                | Grand'Anse   | Jérémie        | 337 516            | 1 912            |
|                | Nippes       | Miragoâne      | 266 379            | 1 267            |
|                | Nord         | Cap-Haïtien    | 773 546            | 2 115            |
|                | Nordest      | Fort-Liberté   | 300 493            | 1 623            |
|                | Nordovest    | Port-de-Paix   | 445 080            | 2 103            |
|                | Ovest        | Port-au-Prince | 3 093 698          | 4 983            |
|                | Sudest       | Jacmel         | 627 311            | 2 653            |
|                | Sud          | Les Cayes      | 449 585            | 2 034            |